# Jesús Tartilán Requejo
Jesús Tartilán Requejo   (Lugo, 2 d'agost de 1940 - Ponferrada, 19 de març de 2024) fou un futbolista gallec de la dècada de 1960 i posteriorment entrenador de futbol i director tècnic.

## Trajectòria
Començà la seva carrera a la SD Ponferradina, marxant a continuació dues temporades al Reial Betis, però l'entrenador Ferran Daucik no li va donar oportunitats, essent cedit, la segona, a la Cultural Leonesa mentre realitzà el servei militar. En acabar la temporada obtingué la carta de llibertat i marxà al Cadis CF durant la temporada 1963-64, i al RCD Espanyol la temporada 1964-65. Coincidí al club amb el seu germà Juan Manuel Tartilán, però a diferència d'aquest, l'entrenador Ladislau Kubala no li donà gaire minuts, jugant només dos partits de lliga i un de copa. Acabada la temporada deixà el club blanc-i-blau, jugant al CE L'Hospitalet de Segona Divisió, novament la Ponferradina i el Melilla CF. L'any 1968 marxà al Cleveland Stokers de la NASL, on coincidí amb Enrique Mateos, Manuel Mendoza i Sergio Kresic. En aquest club visqué la seva etapa com a futbolista. Un cop retirat de la pràctica activa del futbol ha esdevingut entrenador de clubs com el CD Ourense, Cultural Leonesa, CD Numancia, UD Cacabelense i SD Ponferradina, exercint també com a secretari tècnic d'aquest darrer club.